# Градски стадион (Њиређхаза, 1958.)

Градски стадион (Њиређхаза) (мађ. Városi Stadion (Nyíregyháza)) је био вишенаменски стадион у Њиређхази у Мађарској. Користио се углавном за фудбалске утакмице и домаћи је стадион Спартакуса. Стадион је могао да прими 10.500 људи а 2021. године, стадион је срушен да би се на његовом месту изградио нови стадион капацитета 8.000 људи.

## Историјат
Стадион је предат на употребу 1958. године. Стадион је тада био једноставан, изграђен је као земљани стадион. Трибине изграђене на насипима подигнутим око фудбалског терена већ су се сматрале застарелим, па је стадион морао да се стално обнавља у наредних 40 година. Стадион је у неколико наврата претрпео мања проширења, углавном кроз понуду великих компанија у околини, али није извршена свеобухватна реконструкција. Врхунац капацитета стадиона је био 28.000 људи. То је било постигнуто у утакмици против ФТЦ-а у првој половини 1980-их.
Европско првенство у атлетици за младе је одржано на овом стадиону 1995. године.
Стадион у Њиређхази је такође био укључен у програм реконструкције стадиона који је покренут од стране Орбанове владе. На западној страни стадиона изграђена је потпуно наткривена трибина у складу са стандардима ФИФА за смештај 3.400 људи. На стадиону се налази и спортски клуб Спартак.
Квалификације за Лигу шампиона одигране током 2012. године на овом стадиону је играла ДВСЦ Тева против албанске екипе ФК Скендербег Корце коју је са 3 : 0 победила екипа из Мађарске. ДВТК и бугарски Литекс Ловеч су 2014. играли у квалификацијама за Лигу Европе, где је бугарски тим извојевао победу од 2 : 1.
Прва одиграна утакмица на отварању стадиона је била 27. јула 1958.године. На тој утакмици домаћи Спартакус је одмерио снаге са словачким Прешовом.
У 2009. години фокус је, између осталог, био на остарелим деловима стадиона. Бетон на местима за стајање је комплетно реновиран и опремљен са 4.970 седишта. Поред тога, општински стадион је добио ново озвучење, обновљен је атлетски објекат и замењена је трава на терену. Цена радова износила је 250 милиона форинти (око 807.000 евра). Половину суме финансирала је Европска унија.
Стадион сада има 10.300 места, од којих је 4.200 покривено. Седишта су у клупским бојама црвене и плаве. Ниво трибина формира кружни прстен, који је само прекинут новом зградом трибина. Део стадиона на истоку има приложени део трибине, који има и кров. Електронска табла постављена 2003. године налази се на северној кривини. Заменила је семафор из 1992. године. Систем рефлектора на четири стуба обезбеђује осветљеност од 1250 лукса.

### Утакмице репрезентације
| Датум               | Такмичење   | Противник    | Резултат | Гледаност |
| ------------------- | ----------- | ------------ | -------- | --------- |
| 12. септембар 1979. | Пријатељска | Чехословачка | 2 : 1    | 27.000    |
| 26. август 1992.    | Пријатељска | Украјина     | 2 : 1    | 15.000    |
| 27. мај 1998.       | Пријатељска | Литванија    | 1 : 0    | 17.000    |